# Capitán Poder y los Soldados del Futuro
Captain Power and the Soldiers of the Future conocido en Hispanoamérica como Capitán Poder y los Soldados del Futuro es una serie de televisión de ciencia ficción de 22 episodios que combina actores reales con animación hecha en computadora. Una línea de juguetes fue producida por Mattel y durante cada episodio había un segmento audiovisual que interactuaba con los juguetes.

## Argumento
La trama se desarrolla en la Tierra, en el siglo 22 después de las Guerras Metálicas, una revuelta cibernética que terminó en la esclavización de los seres humanos por parte de las máquinas. El Capitán Power y un pequeño grupo de guerrilleros denominados "Soldados del Futuro" se oponen a la fuerza de las máquinas que dominan la Tierra.